# Балийский индуизм

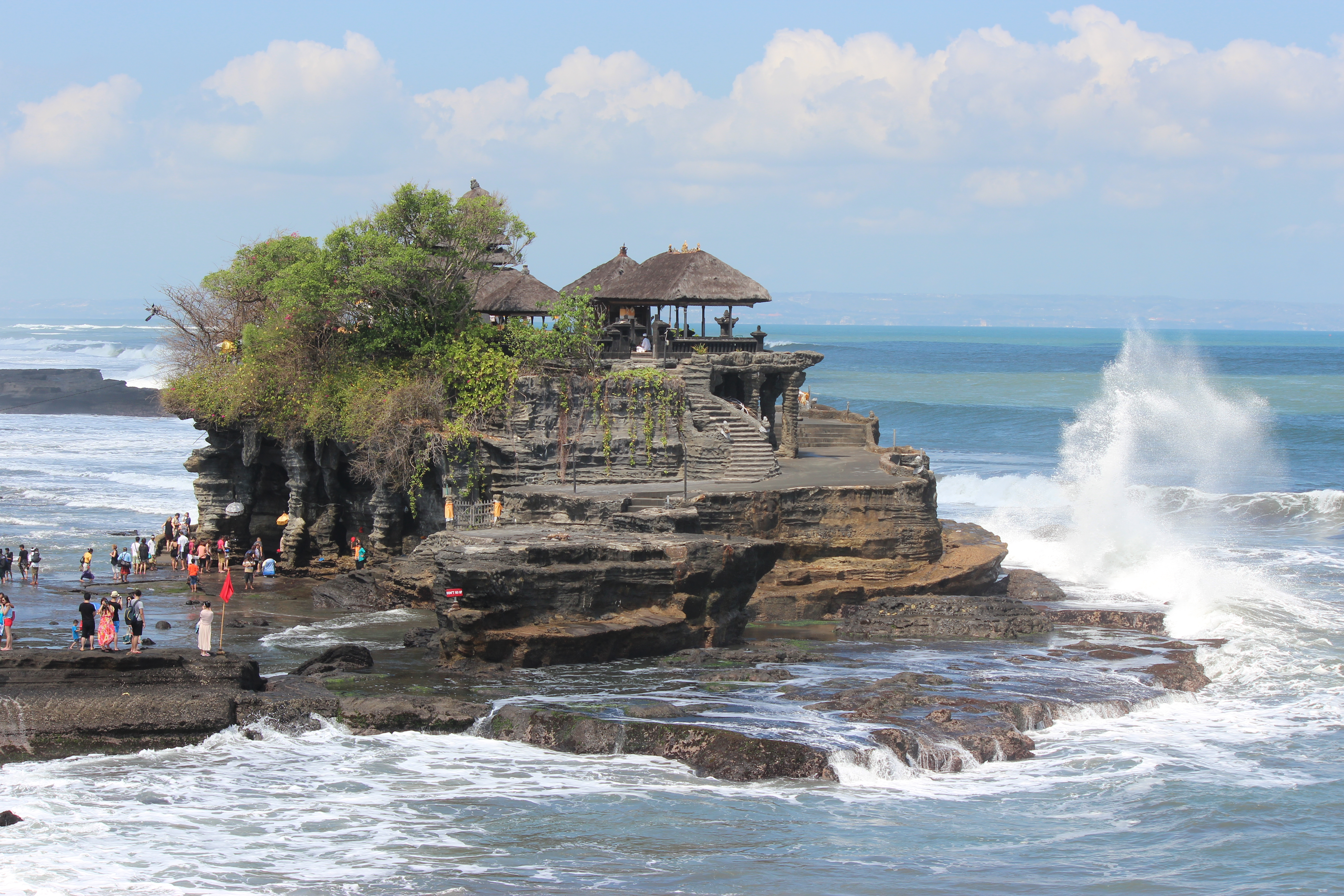
Храм Танах Лот, Бали

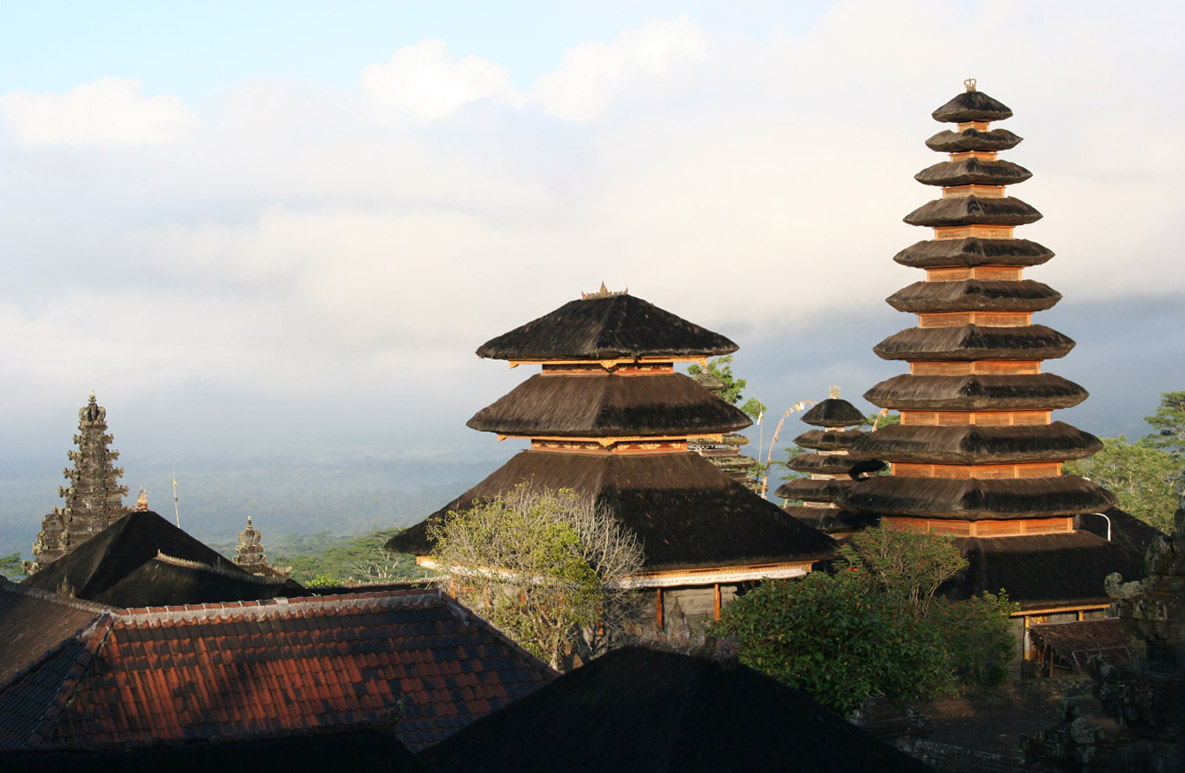
Пура Бесаких, один из самых значительных индуистских храмов на Бали.

Балийский индуизм (индон. Agama Hindu Dharma; Agama Tirtha; Agama Air Suci; Agama Hindu Bali) — форма индуизма, практикуемая большинством населения Бали. Балийский индуизм представляет собой особую форму индуистского поклонения, включающую местный анимизм, поклонение предкам или питри-пакша и почитание буддийских святых или бодхисаттава.
Население индонезийских островов преимущественно мусульманское (около 90 %) Исключением является остров Бали, где 83 % населения идентифицируют себя как индуисты (около 1,7 % от общего населения Индонезии). После обретения независимости от голландского колониального господства Конституция Индонезии 1945 года гарантировала свободу вероисповедания всем гражданам. В 1952 году, как утверждает Мишель Пикар, антрополог и ученый, изучающий историю и религию Бали, министерство по делам религии Индонезии перешло под контроль исламистов, которые жестко ограничивали определение «религии». Чтобы быть приемлемой в качестве официальной индонезийской религии, религия должна быть монотеистической, кодифицировать религиозное право и соответствовать ещё ряду требований. Кроме того, Индонезия ограничила в правах (например, в праве голоса) лиц, не принадлежащему к официально признанной монотеистической религии. Балийское индуистское меньшинство адаптировало свою форму индуизма к индонезийским законам — объявило её монотеистической религией и представило в форме, имеющей право на статус «агамы». Благодаря этому балийский индуизм был официально признан правительством Индонезии как одна из официальных религий, исповедуемых на Бали.

## История

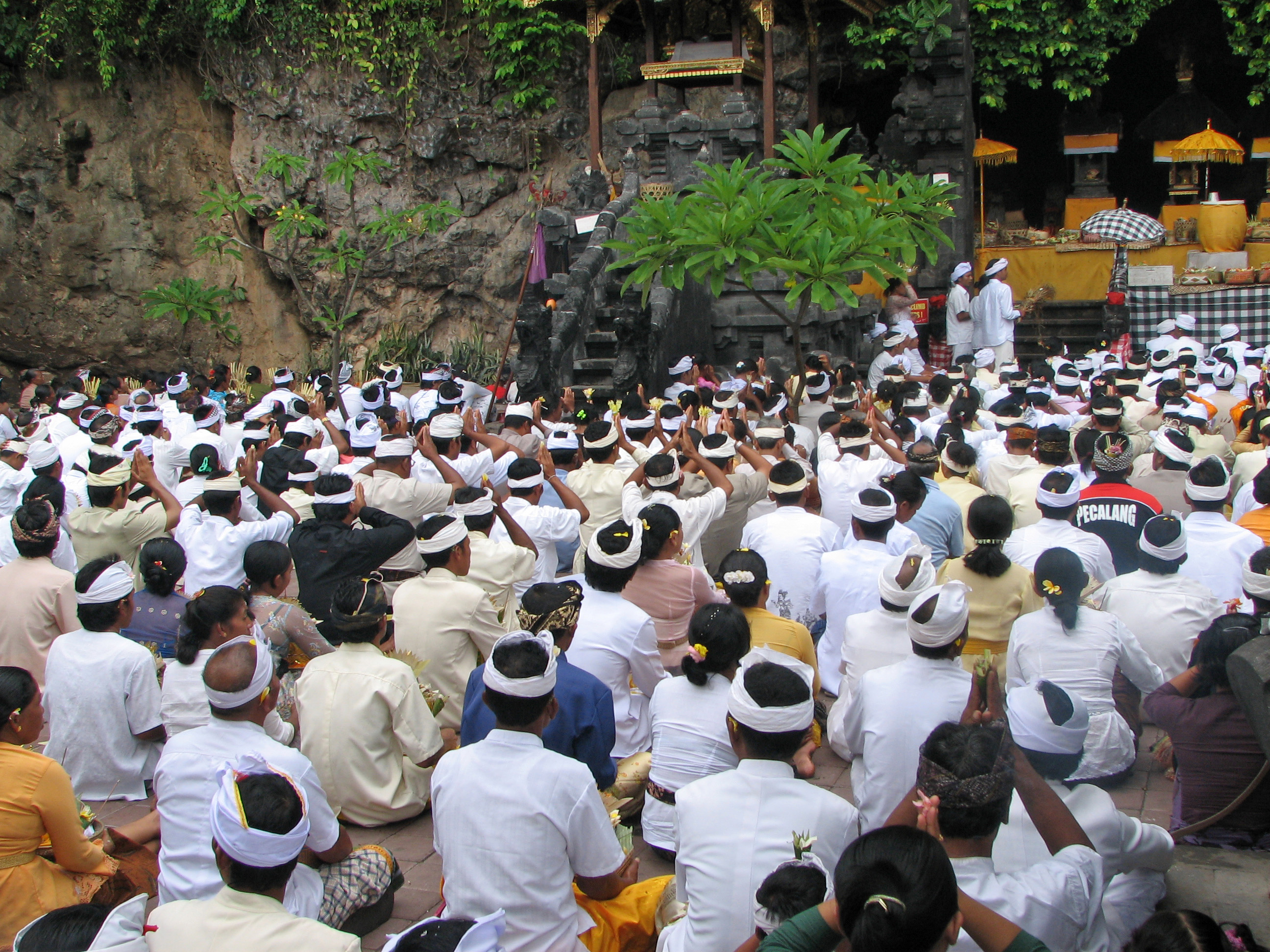
Церемония в храме Гоа Лава, Бали

Индуистское влияние достигло Индонезийского архипелага ещё в I веке. Исторические свидетельства о процессе распространения культурных и духовных идей из Индии ненадёжны. Яванские легенды относятся к эпохе Сака, прослеженной до 78 года. Истории из эпоса Махабхараты прослеживаются на индонезийских островах до I века; они соответствуют версиям эпоса, распространённым в юго-восточной части полуострова (в настоящее время Тамил Наду и южная часть штата Андхра-Прадеш). Яванский манускрипт XIV века Танту Паджеларан, представляющий собой собрание древних сказок, произведений искусства и ремесел Индонезии, широко использует санскритские слова, имена индийских божеств и индийские религиозные концепции. Точно так же древние чанди (храмы), раскопанные на островах Ява и западная Индонезия, а также древние надписи, такие как Канггальская надпись VIII века, обнаруженная в Индонезии, подтверждают широкое распространение иконографии лингама Шивы, его спутницы богини Парвати, богов Ганеши, Вишну, Брахмы, Арджуны и других индуистских божеств примерно с середины и до конца 1-го тысячелетия нашей эры. Древние китайские тексты Фасяня о его возвращении из Цейлона в Китай в 414 году упоминают две школы индуизма на Яве, в то время как в китайских документах VIII века упоминается индуистское королевство царя Санджая под названием «Холинг», описанное как «чрезвычайно богатое» и мирно сосуществовавшее с буддистами и правителем Сайлендры на равнине Кеду острова Ява.
Около 1400 г. н. э. королевства на индонезийских островах подверглись нападению со стороны континентальных мусульманских армий. В течение XV—XVI веков эта мусульманская кампания под руководством султанов была направлена против индуистско-буддийских королевств и различных общин на индонезийском архипелаге, при этом каждый султан пытался захватить регион или остров в качестве собственного владения. Четыре враждующих исламских султаната возникли на севере Суматры (Ачех), юге Суматры, западной и центральной Яве и на юге Борнео (Калимантан). Насилие положило конец индуистско-буддийским королевствам и общинам на многих островах Индонезии. В других случаях индусы и буддисты уходили и концентрировались как сообщества на островах, которые они могли защищать. Индусы западной Явы отошли на восток, а затем на остров Бали и соседние небольшие острова, положив начало балийскому индуизму. Одновременно с эрой религиозных войн между султанатами и попытками новых центров силы консолидировать регионы, началась европейская колонизация. На индонезийском архипелаге вскоре стала доминировать голландская колониальная империя. Она сумела прекратить межрелигиозные конфликты и начала восстанавливать древние индусско-буддийские культурные основы Индонезии, особенно на Яве и западных островах Индонезии.
После обретения независимости от голландского колониального господства статья 29 Конституции Индонезии 1945 года гарантировала свободу религии всем её гражданам. В 1952 году по данным антрополога Мишеля Пикара индонезийское министерство по делам религии оказалось под контролем исламистов, которые жестко ограничили определение «религии». Чтобы считаться официальной индонезийской религией, религия должна быть монотеистической, кодифицировать религиозный закон, иметь своего пророка и священную книгу и удовлетворять ряду других требований. Балийские индусы были объявлены «людьми без религии», пригодными для обращения. Балийские индусы не согласились с этим, адаптировали свою форму индуизма к требованиям закона, объявив её монотеистической, и представили её в форме, имеющей право на статус «агамы» в соответствии с исправленными статьями закона 1952 года. Для достижения этой цели балийские индуисты инициировали ряд студенческих и культурных обменов между Бали и Индией, чтобы помочь сформулировать основные принципы, лежащие в балийском индуизме (Катур-Веда, Упанишады, Пураны, Итихасы). В частности, движение политического самоопределения на Бали в середине 1950-х годов выдвинуло совместную петицию 1958 года, которая требовала от правительства Индонезии признания индуистской дхармы. В этой совместной петиции цитируется следующая санскритская мантра из индуистских писаний
Основываясь на концепции «неделимого» петиция объявила балийский индуизм монотеистической религией, соответствующей конституции. Заявители определили Ида Санхьянга Видхи Васа как неразделённого. В балийском языке этот термин имеет два значения: Божественный правитель Вселенной и Божественный Абсолютный Космический Закон. В первом смысле эта фраза отвечала монотеистическому требованию индонезийского министерства религии, тогда как во втором смысле сохраняла центральные идеи дхармы в древних текстах индуизма.
Бали является единственной частью Индонезии, которая осталась преимущественно индуистской. Население островов у восточного побережья Бали также в основном индуистское, а у восточного побережья Явы разбросаны индуистские деревни.

## Ключевые убеждения
Балийский индуизм — это объединение индийских религий и местных анимистских обычаев, которые существовали на индонезийском архипелаге до прихода ислама, а затем и голландского колониализма. Он объединяет многие основные убеждения индуизма с искусством и ритуалами балийцев. В наше время индонезийское министерство религии официально называет индуизм на Бали Агама-индуистской дхармой, но традиционно эта религия называлась многими именами, такими как Тирта, Тримурти, Инду, Агама-Тирта, Шива, Буда и Шива-Буда. Термины Тирта и Тримурти происходят от индийского индуизма, что соответствует тиртхе (паломничеству к духам у святых вод) и тримурти (Брахме, Вишну и Шиве) соответственно. Как и в Индии, индуизм на Бали отличался гибкостью, адаптируясь к образу жизни верующих. Он включает в себя многие индийские духовные идеи, хранит легенды и мифы об индийских пуранах и индуистских эпосах, но имеет и свои собственные традиции — уникальный набор обычаев, связанных с хьянгами — местными духами, а также жертвоприношения животных, которые не распространены в Индии.
Общие верования и практики Агама-индуистской дхармы, практикуемые на Бали, представляют собой смесь древних традиций и современного влияния, налагаемого индонезийскими законами, которые допускают только монотеистическую веру в соответствии с национальной идеологией Панча-Сила. Традиционно индуизм в Индонезии имел пантеон божеств, и эта традиция веры продолжается на практике; Кроме того, индуизм в Индонезии предоставил индусам свободу и гибкость в отношении того, когда, как и где молиться. Однако официально правительство Индонезии рассматривает и преподносит индонезийский индуизм как монотеистическую религию с некоторыми официально признанными убеждениями, которые соответствуют национальной идеологии. В индонезийских школьных учебниках описывается, что в индуизме почитается одно высшее существо, индусы совершают три ежедневных обязательных молитвы, а ряд их верований частично соответствует верованиям ислама. Исследователи отрицают, что индонезийские власти признавали традиционные балийские индуистские верования и обычаи до того, как Индонезия получила независимость от голландского колониального правления.
Некоторые индусские верования, официально признанные индонезийским министерством по делам религии, включают:
- Вера в единую высшую сущность, называемую «Ида Санг Хьянг Види Васа», «Санг Хьянг Тунггал» или «Санг Хьянг Ачинтья».
- Вера в то, что все боги являются проявлениями этого высшего существа. Эта вера такая же, как вера смартизм, которая также считает, что разные формы богов и богинь, Вишну, Шива, Шакти (Деви) являются различными аспектами одного и того же Высшего Существа. Шиве также поклоняются в других формах, таких как «Батара Гуру» и «Махараджа Дева» (Махадева).

Священные тексты, лежащие в основе Агама-индуистской дхармы, — это Веды и Упанишады. Они являются основой индийского и балийского индуизма. Другие источники религиозной информации включают в себя универсальные индуистские Пураны и Итихасы (в основном Рамаяна и Махабхарата). Эпосы Махабхарата и Рамаяна весьма популярны среди индонезийских верующих, и часто становятся темами кукольных (ваянг) и танцевальных представлений. Как и в Индии, индонезийский индуизм признает четыре пути духовности, называя его Катур Марга. Это бхакти-марга (путь преданности божествам), гьяна-марга (путь познания), карма-марга (путь дел) и раджа марга (путь медитации). Бхакти Марга имеет наибольшее число последователей на Бали. Точно так же, как индусы в Индии, балийские индусы верят, что есть четыре правильных цели человеческой жизни, называя это Катур Пурушартха — дхарма (стремление к нравственной жизни), артха (стремление к богатству и творческой деятельности), кама (стремление к радости и любви) и мокша (стремление к самопознанию и освобождению).

### Бог и божества
Балийский индуизм включает в себя концепцию индийской троицы под названием Тримурти, состоящую из:
- Брахма
- Висну или Вишну
- Сива или Шива

В балийских индуистских текстах также встречается альтернативная трехсторонняя концепция индийского шиваизма Шивы. На балийском это обычно называют «Сива-Садасива-Парамасива», где Шива является создателем, хранителем и разрушителем циклического существования.
Наряду с традиционной индуистской троицы, балийские индуисты поклоняются ряду богов и богинь (Хьянг, Dewata и Batara-Batari), а также другие, которые являются уникальными и не встречаются в индийском индуизме. Санг Хьянг Видхи буквально означает «Божественный порядок», также известный как Ачитнья («Непостижимое») или Санг Хьянг Тунггал («Божественное единство») — это концепция в балийской традиции индуизма, которая параллельна метафизической концепции Брахмана среди индийских индуистов. Обязательным элементом церемонии выступает высокий пустой трон. Он также находится на вершине святилища Падмасана возле домов и храмов. Он предназначен для Санг Хян Видхи Васа. Согласно балийским индуистским заповедям, существует много проявлений Санг Хьянг Видхи Васа в форме богов, таких как Деви Шри — богиня риса и многих других богов, связанных с горами, озёрами и морем.

### Этические ценности
Аксиологические идеи балийского индуизма совпадают с идеями индийского индуизма. Тем не менее, утверждает Мартин Рамстедт — исследователь индуизма в Юго-Восточной Азии, их называют несколько по-разному и передают из поколения в поколение в виде устной традиции и духовных церемоний. В отличие от исламских школ в Индонезии и индуистских ашрамов в Индии, а также в свете официального представления балийского индуизма, традиционные обеты и ценности приобретаются в домах, обрядах и религиозных символах. Например, символизм, связанный с разбрызгиванием «тиртхи», или святой воды, которая соединяет материальное и духовное, эту воду сначала разбрызгивают через голову, что понимается как «очищение маны (ума)», а затем пьют, чтобы понять как «очищение вак (речь)», а затем омывают тело, символизируя «очищение кайя (отношение и поведение)». Таким образом, заявляет Нгура Нала, молодое поколение «знакомится с этическими ценностями, воплощенными в концепции три кайя паришудха, или обретении чистого или хорошего ума (манасика), чистой или хорошей речи (вачика) и чистого поведения (kayika)».

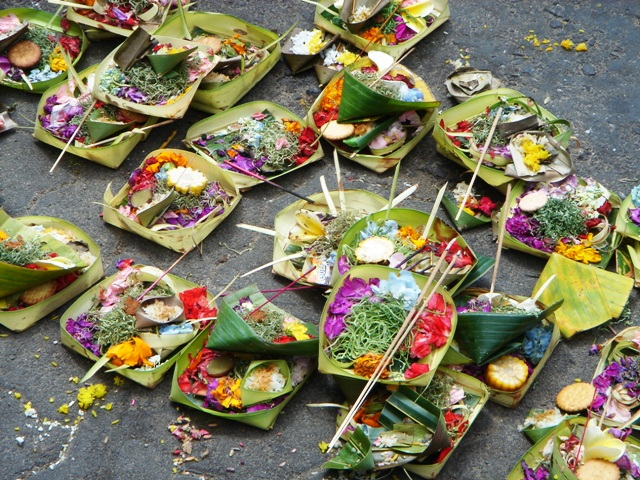
Подношения чананг-сари

Всего существует тринадцать церемоний, связанных с жизнью от зачатия до смерти, но не включая смерть, каждая из которых имеет четыре элемента: умиротворение злых духов, очищение святой водой, взмах сущности и молитва. Эти церемонии отмечают основные события в жизни человека, включая рождение, половое созревание, первое принятие твёрдой пищи и брак. Считается, что новорожденный ребёнок представляет душу предка и считается богом в течение первых 42 дней своей жизни. Тем не менее, мать считается нечистой, и в этот период ей не разрешается участвовать в каких-либо религиозных мероприятиях. Ребёнок не должен касаться нечистой почвы, пока ему не исполнится 105 дней, на полпути к празднованию его первого дня рождения согласно 210-дневному балийскому календарю павон. Как только ребёнок достигает половой зрелости, шесть верхних клыков стачиваются до тех пор, пока они не сравняются с другими зубами.

### Смерть и реинкарнация
Самые важные церемонии происходят после смерти, и в результате душа освобождается, чтобы в конечном итоге перевоплотиться. В отличие от обрядов смерти других религий, физическое тело не является центром, поскольку оно рассматривается как не что иное, как временный контейнер души и пригодный только для надлежащей утилизации. Фактически, тело должно быть сожжено прежде, чем душа сможет полностью покинуть его. Церемония кремации, чтобы вызвать это, может быть чрезвычайно дорогой, потому что тщательно продуманная церемония — это способ показать уважение к душе, которой суждено стать богом, обладающим значительной властью над оставленными позади. Поэтому тела иногда временно захороняют до тех пор, пока семья не сможет накопить достаточно средств для кремации, хотя тела священников или семей высокого класса сохраняются над землёй.

## Фестивали

### Галунган и Кунинган

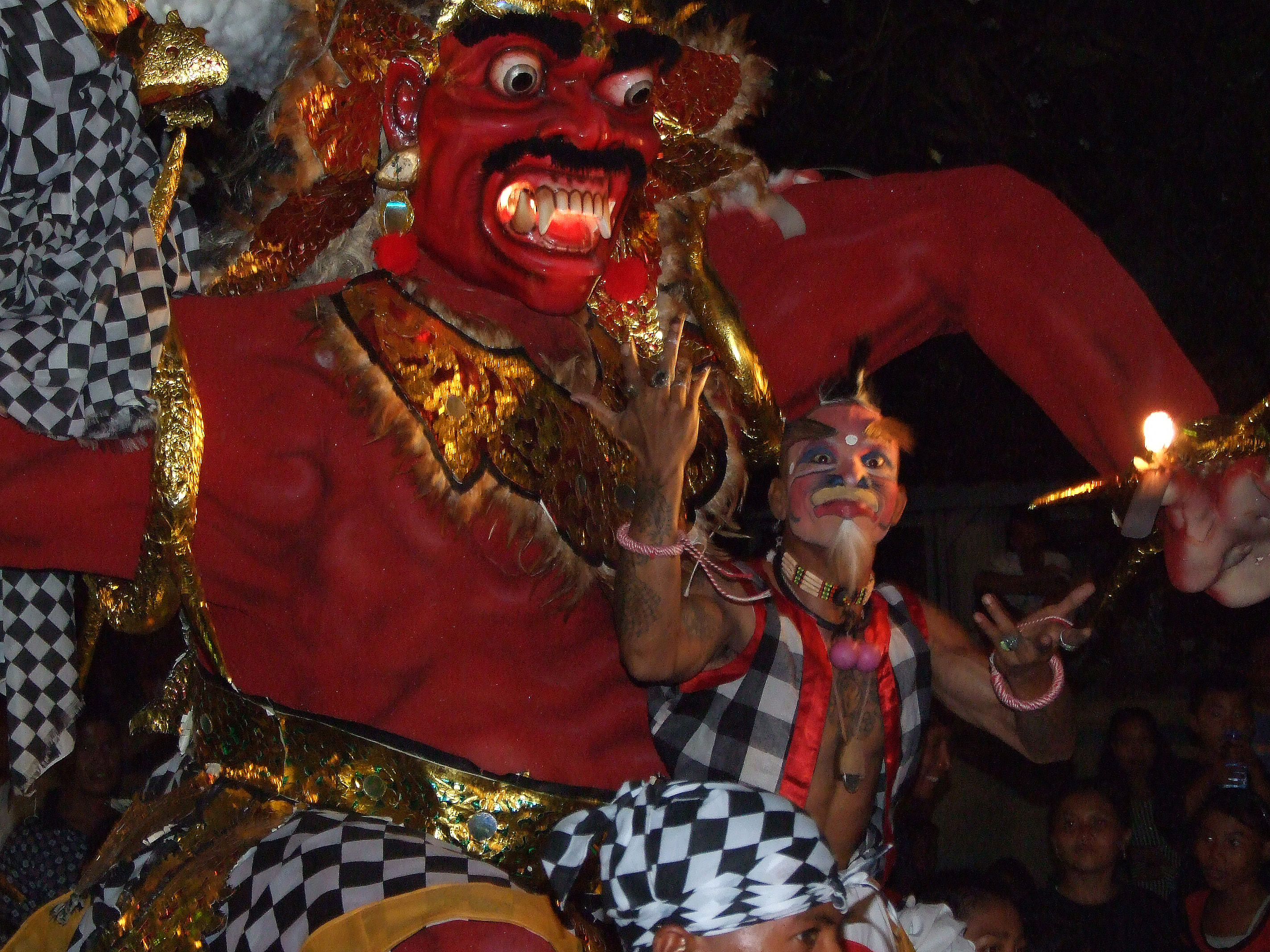
Ого-ого шествие накануне Ньепи

Самый важный праздник — Галунган (связанный с Дипавали), праздник торжества дхармы над адхармой. Он рассчитывается по 210-дневному балийскому календарю павукон и происходит в среду (Буда) одиннадцатой недели (Дунггулан). Согласно традиции, духи мертвых спускаются с небес, чтобы вернуться через десять дней на Кунинган.

### Ньепи
Ньепи, или День Безмолвия, начинает год балийской саки и отмечается в первый день 10-го месяца, Кедаса. Обычно приходится на март.

### Другие фестивали
Ватугунунг, последний день календаря павукон, посвящен Сарасвати, богине обучения. Хотя он посвящен книгам, чтение не допускается. Четвёртый день года называется Pagerwesi, что означает «железный забор». Это память битвы между добром и злом.

## Система варн
Балийская кастовая структура была описана в европейской литературе начала XX века, она основывается на трёх категориях — тривангса (трижды рождённые) или дворянство, двиджати (дважды рождённые) и экаджати (однажды рождённый) или простой народ. В этих социологических исследованиях были определены четыре статуса, произносимые несколько иначе, чем категории каст для Индии:
- Брахманы — священники
- Шатрии — воины
- Весья — торговцы
- Шудры — работники

Каста брахманов была далее разделена теми же голландскими этнографами на две части: Шива и Буда. Каста Шива была разделена на пять — Кеменух, Кенитен, Мас, Мануба и Петапан. Эта классификация учитывала браки между мужчинами-брахманами высшей касты и женщинами низшей касты. Другие касты были аналогичным образом разделены этими этнографами XIX и начала XX века на основе многочисленных критериев, начиная от профессии, эндогамии или экзогамии или многоженства, и множества других факторов, сходных с кастами в испанских колониях, таких как Мексика, и кастовой системой в британских колониях, таких как Индия.

## Шествия и цвета

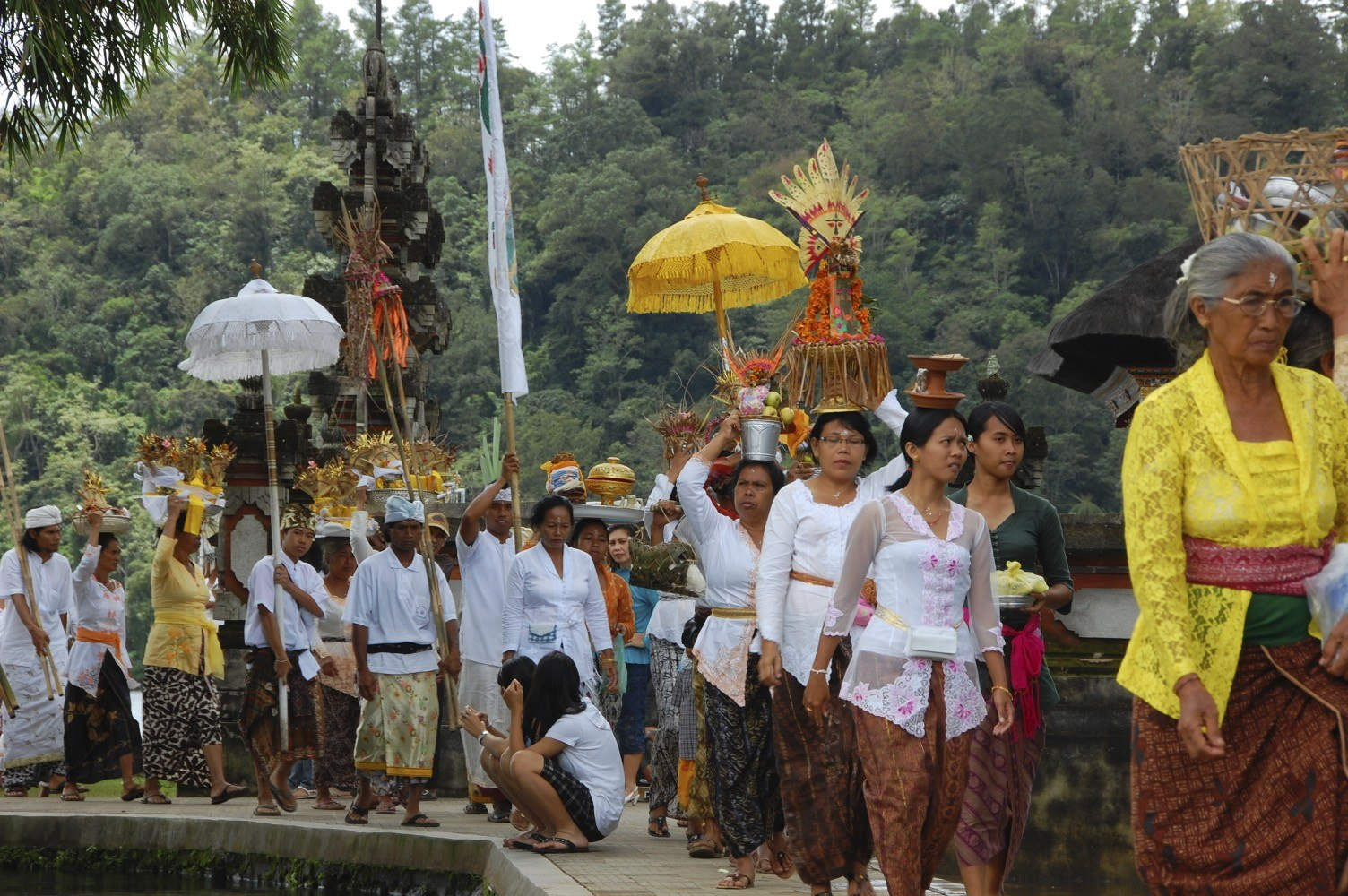
Процессия с подношениями входит в индуистский храм на Бали

На Бали есть кастовая система, подобная индийской системе в её древней форме. В древней Индии касту называли варной, что означает окраску нейтральной или прозрачной души или склонность души вести себя в соответствии с определёнными тенденциями, основанными на её врожденной природе. Исходя из этой склонности, люди выбирали свою профессию. Позже эти представления стали основой системы семейного происхождения/рождения. Та же самая система была принята на Бали, и она называется «wangsa», которая связана с профессиями предков. Однако сегодня на Бали человек причисляется к вангсе независимо от его профессии. Есть четыре основных вангсы или профессии, известные под общим названием caturwangsa — все балийцы принадлежат к одной из этой групп. Три верхних вангсы: Брахманы, Шатрии (или Кшатрии) и Весия (или Весья) представляют благородные слои населения и известны как тривангса. Четвёртая и наиболее распространенная вангса — шудры.
Эти вангсы подразделяются, и каждая имеет несколько названий, связанных с ней. Учителя и священники, брахманы, имеют пять подразделений и, как утверждается, произошли от одного человека. У мужчин и женщин имя Ида. Кшатрии традиционно являются правителями и воинами. Типичные названия этой вангсы: «Дева Агунг», «Анак Агунг», и «И Дева». Весья, большинство из которых называются густи, считаются торговцами разных видов. Самая распространенная вангса на Бали с точки зрения численности — это шудра, поскольку 90 % балийских индусов принадлежат к ней, а это простые люди, такие как крестьяне. У пандесов или кузнецов есть особый «клан», который не упоминается в группе Чатур Вангса, но считается особенно важным из-за своих умелых работ и из-за того, что они являются кузнецами огня, Дева Агни или Дева Брахма.

## Божественный закон
Ни при каких обстоятельствах балийские индусы не могут потреблять мясо человека, тигра, обезьяны, собаки, крокодила, мышей, змеи, лягушки, некоторых ядовитых рыб, пиявок, жалящих насекомых, ворон, орлов, сов и любых других хищных птиц.
Свинина, курица, фрукты, овощи, пресноводная рыба и морепродукты широко употребляются. Однако, как и большинство индусов, балийские индусы редко, если вообще едят говядину. Это особенно верно для тех, кто принадлежит к высшим кастам браминов и кшатриев, у которых есть особые диетические ограничения. Брахманам особенно запрещено употреблять или даже прикасаться к мясу быка или коровы. Кроме того, они не должны есть на улице или на рынке, пить алкоголь или пробовать еду и фрукты из подношений.

## За пределами Бали и Индонезии

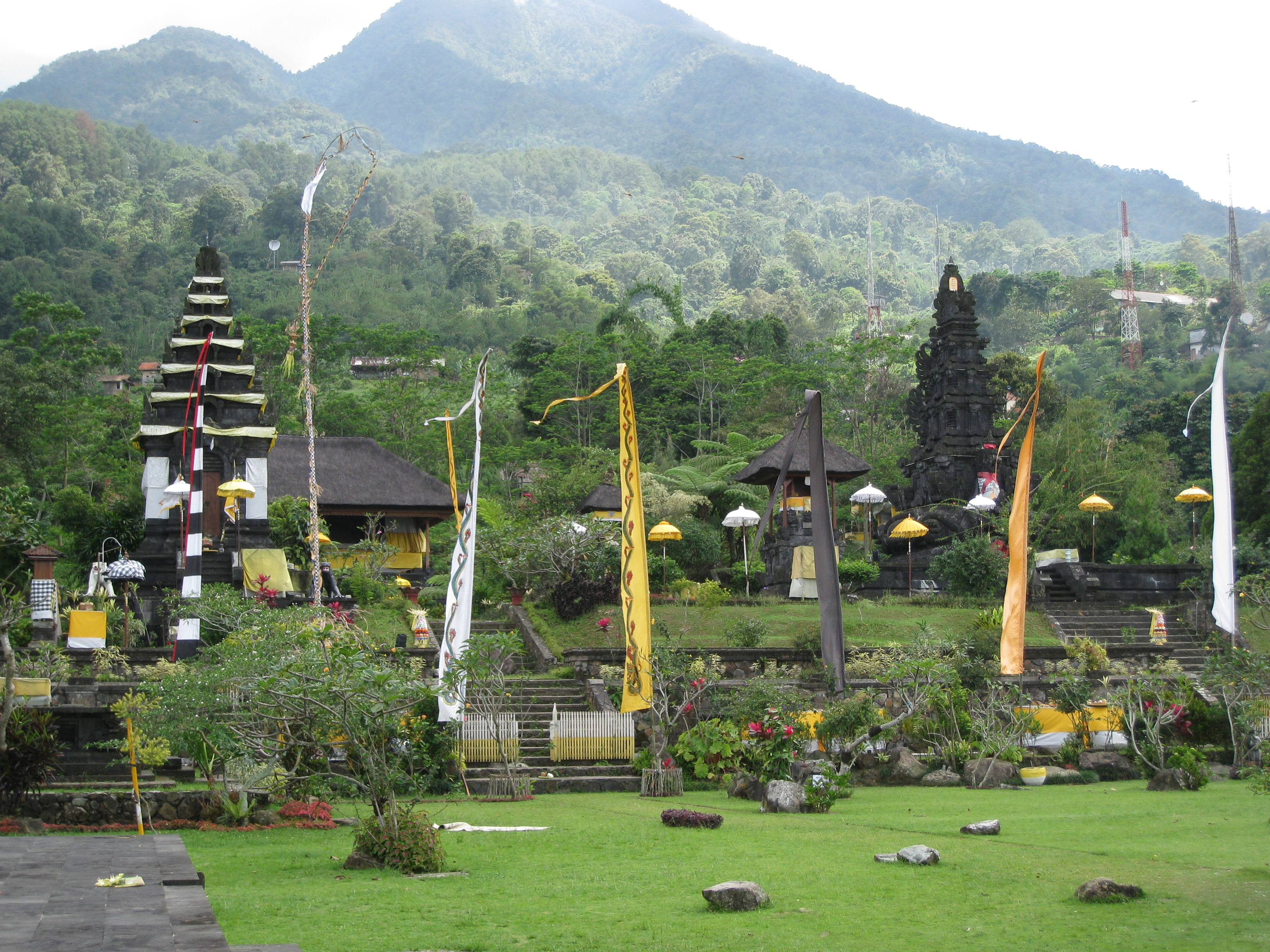
Пура Парахьянган Агунг Джагаткарта в Богоре, Западная Ява

Балийские индусы построили Пура Парахьянган Агунг Джагаткарта, второй по величине храм в Индонезии после Пура Бесаких на Бали, посвящённый индуистскому сунданскому королю Шри Бадуге Махараджа Санг Рату Джая Девата. Пура Адитья Джая является крупнейшим храмом в столице Индонезии Джакарте.
По крайней мере, четыре балийских индуистских храма существуют в Европе. Падмасана существует в Гамбурге, Германия, перед Музеем этнологии. Пура Гиринатха в Дили, Восточный Тимор, была построена индонезийскими иммигрантами. Недавно построенный отель Pura Tri Hita Karana расположен в парке Erholungspark Marzahn в Берлине. Два балийских храма существуют в ботаническом саду Паири Дайза в Бельгии.

## Дальнейшее чтение
- Davison, Julian; Granquist, Bruce. Balinese Temples. — Periplus Editions[англ.], 1999. — ISBN 978-962-593-196-8.
- Eiseman, Fred B. Bali: Sekala & Niskala Volume I: Essays on Religion, Ritual, and Art. — Singapore: Periplus Editions[англ.], 1989. — ISBN 978-0-945971-03-0.
- Haer, Debbie Guthrie; Morillot, Juliette[англ.]; Toh, Irene. Bali: A Traveller's Companion. — Editions Didier Millet Pte Ltd. Publishers Ltd., 2000. — ISBN 978-981-3018495.
- Hobart, Angela; Ramseyer, Urs; Leeman, Albert. The Peoples of Bali. — Blackwell Publishers Ltd., 1996. — ISBN 978-0-631-17687-9.
- Jones, Howard Palfrey. Indonesia: The Possible Dream. — Hoover Institution Publications, 1971. — ISBN 978-0-15-144371-0.
- Vickers, Adrian. Bali: A Paradise Created. — Periplus, 1989. — ISBN 978-0-945971-28-3.
- Hoadley, M. C. (1991). Sanskritic continuity in Southeast Asia: The ṣaḍātatāyī and aṣṭacora in Javanese law. Delhi: Aditya Prakashan.
- Hughes-Freeland, F. (1991). Javanese visual performance and the Indian mystique. Delhi: Aditya Prakashan.
- Lokesh, Chandra, & International Academy of Indian Culture. (2000). Society and culture of Southeast Asia: Continuities and changes. New Delhi: International Academy of Indian Culture and Aditya Prakashan.
- Cœdès, George. The Indianized States of Southeast Asia / Walter F. Vella. — University of Hawaii Press[англ.], 1968. — ISBN 978-0-8248-0368-1.
- R. C. Majumdar, Study of Sanskrit in South-East Asia
- R. C. Majumdar, India and South-East Asia, I.S.P.Q.S. History and Archaeology Series Vol. 6, 1979, ISBN 81-7018-046-5.
- Daigorō Chihara. Hindu-Buddhist Architecture in Southeast Asia (англ.). — BRILL, 1996. — ISBN 978-90-04-10512-6.
- The journey of the Goddess Durga: India, Java and Bali by Ariati, Ni Wayan Pasek, 2016, ISBN 9788177421521, Aditya Prakashan, New Delhi.